# 針ヶ谷良一
針ケ谷 良一（はりがや りょういち、1931年 - 2007年6月4日）は、日本の相撲ジャーナリスト。針ヶ谷相撲クラブ会長。日本のアマチュア相撲界の発展に大きく寄与したことで知られる。

## 来歴
東京都出身。1951年（昭和26年）に内外タイムスに記者として入社。社会部記者、運動部部長、内外スポーツ編集局長、後に内外タイムス編集局長を歴任した。
社会部記者時代より長く相撲取材に携わり、「相撲」などの雑誌を中心に活躍（特に、各場所の十両以下の各段優勝力士に関する記事を長く執筆していた）した。
記者としての勤務の傍らで、1980年（昭和55年）頃より檀崎質郎が主宰していた相撲錬成道場を譲られ、針ヶ谷相撲クラブと改称して主宰。少年相撲で玉乃島新、玉光国喜太郎、矢島健一（高校横綱）、常幸龍貴之、大翔勇真亜敏（現・お笑い芸人）、東俊隆勝介らを指導し、クラブをアマチュア相撲界の強豪に育てた。また、全国少年相撲選手権の開催に力を尽くした。日本相撲連盟参与、三賞選考委員などの要職を歴任した。
2007年6月4日、咽頭がんで死去した。

## 主な著作
- 『いま相撲から学ぶ』 同友館、1990年 ISBN 4-496-01608-7
- 『大相撲砂かぶりへの招待』 廣済堂出版、1993年 ISBN 4-331-50401-8